# Michèle Lamont
Michèle Lamont (Toronto, 15 december 1957) is een Canadese socioloog. Zij is als hoogleraar verbonden aan de Harvard-universiteit en bekleedt daarnaast vele andere functies in het veld van de internationale sociale wetenschappen. In haar onderzoek houdt ze zich met name bezig met ongelijkheid, sociale uitsluiting en de mogelijkheden die achtergestelde groepen hebben om eigenwaarde en respect te behouden. Een ander terugkerend thema in haar werk is de vraag welke culturele factoren leiden tot een veerkrachtige samenleving en de rol die diversiteit daarbij speelt. Ook heeft ze onderzoek gedaan naar het verloop van  peerreview processen en discussies over originaliteit en relevantie bij de evaluatie van sociaal wetenschappelijk onderzoek.
Haar werk is enkele malen onderscheiden. In 2017 werd haar de Erasmusprijs toegekend.

## Loopbaan
Michele Lamont studeerde politieke wetenschappen aan de Universiteit van Ottawa, waar ze in 1979 haar Master behaalde. In 1983 promoveerde ze in de sociologie aan de Universiteit van Parijs (de Sorbonne). Daarna was ze verbonden aan de Stanford-universiteit als postdoc (1983-1985), en achtereenvolgens als hoogleraar aan de Universiteit van Texas in Austin (1985-1987), Princeton-universiteit (1987-1993) en Harvard-universiteit (2002 - heden). Aan de Harvard-universiteit is zij Professor of Sociology and of African and African American Studies en Robert I. Goldman Professor of European Studies.
Zij is sinds 2002 mede-directeur van het Successful Societies Program van het Canadian Insitute of Advanced Research. Dit is een interdisciplinair programma dat drie keer per jaar prominente sociale wetenschappers bij elkaar brengt om te bespreken hoe samenlevingen op verschillende uitdagingen hebben gereageerd. In 2015 werd Lamont voor een periode van vijf jaar benoemd tot directeur van het Weatherhead Center for International Affairs, een groot centrum van sociaal-wetenschappelijk onderzoek aan de Harvard-universiteit.
Lamont is als gast-hoogleraar verbonden aan Collège de France, École des hautes études en sciences sociales (SciencesPo), de Universiteit van Parijs, de Johannes Gutenberg Universiteit in Mainz en de Universiteit van Tel Aviv. Van 2006 tot 2009 was ze voorzitter van de Council for European Studies van Columbia-universiteit. In 2017 werd ze gekozen als president van de American Sociological Association.
Zij heeft meerdere prijzen en onderscheidingen ontvangen.  Zij is sinds 2015 lid van de Royal Society of Canada. Daarnaast ontving ze de Gutenberg Research Award van de Johannes Gutenberg Universiteit (2014) en kende de Franse regering haar de onderscheiding Chevalier des Palmes Académique toe (2014). Vanuit Nederland ontving ze een eredoctoraat van de Universiteit van Amsterdam (2016) en de Erasmusprijs (2017).

## Onderzoek en bijdrage aan sociologische theorie
Lamont is vooral geïnteresseerd in de rol die culturele processen spelen bij het creëren en reproduceren van ongelijkheid. In haar onderzoek gaat het vaak om de vraag hoe verschillen in de manier waarop het begrip 'waarde' binnen de maatschappij wordt geïnterpreteerd invloed heeft op de sociale hiërarchie en helpt deze in stand te houden. Andere terugkerende onderzoeksthema's zijn  ras, racisme en immigratie,  en de vraag hoe in het hoger onderwijs en sociaal onderzoek kwaliteit wordt gedefinieerd.
In haar vroege werk heeft Lamont kanttekeningen geplaatst bij de theorieën van de Franse socioloog Pierre Bourdieu, bij wie ze in Parijs had gestudeerd. In haar eerste boek Money, moral, manners - The culture of the French and the American upper-middle class (1992) toonde ze aan dat Bourdieu’s theorieën over cultureel kapitaal en habitus te weinig aandacht besteden aan morele status en verschillen tussen nationale culturele repertoires. Hiermee legde ze de basis voor een reeks Amerikaanse sociologische publicaties die weliswaar kritiek hebben op het werk van Bourdieu maar er ook op voortbouwen.
Lamont introduceerde de begrippen symbolische grens en sociale grens om te kunnen onderzoeken in hoeverre de individuele kijk op de wereld een rol speelt bij structurele sociale verschijnselen zoals ongelijkheid. Met symbolische grenzen bedoelt zij verschillen in individuele waarden en overtuigingen (concepten) op basis waarvan mensen in groepen kunnen worden ingedeeld, en die bij die individuen ook leiden tot het gevoel bij een bepaalde groep te horen. Sociale grenzen zijn voor Lamont maatschappelijke verschillen als ongelijke toegang tot voorzieningen en sociale kansen. Alleen als er brede overeenstemming is over symbolische grenzen kunnen deze zich ontwikkelen tot beperkende sociale grenzen. Dit kader heeft ze onder andere toegepast op een analyse van rassenverhoudingen in de Verenigde Staten en Frankrijk.
In haar bekroonde studie Dignity of working men (2002) laat Lamont zien dat witte en Afro-Amerikaanse concepten met betrekking tot klasse gebaseerd zijn op totaal verschillende ideeën over eigenwaarde. Voor dit boek kreeg ze in 2002 de C. Wright Mills Award van de Amerikaanse Society for the Study of Social Problems.
Lamont heeft zich ook beziggehouden met de analyse van peerreview processen en discussies over originaliteit en relevantie bij de evaluatie van sociaal wetenschappelijk onderzoek. Haar boek How Professors think: inside the curious world of academic judgment (2009) heeft invloed gehad op de manier waarop in de Verenigde Staten en Europa wordt omgegaan met beslissingen over financiering en evaluatie van sociaal-wetenschappelijk onderzoek.
In 2016 publiceerde ze het boek Getting respect waarin zij analyseert hoe gestigmatiseerde groepen in de Verenigde Staten, Brazilië en Israël reageren op etnische uitsluiting.
Veel van haar werk richt zich op de vraag welke culturele factoren en welke instituties een veerkrachtige samenleving tot stand brengen. Haar conclusie is dat diversiteit binnen de samenleving en binnen de wetenschap productiviteit en vitaliteit bevorderen.

## Publicaties (selectie)
- Lamont, Michèle. 1992. Money, Morals, and Manners. The Culture of the French and the American Upper-Middle Class. University of Chicago Press.
- Lamont, Michele. 1997. Colliding Moralities Between America’s Black and White Workers.  in From Sociology to Cultural Studies: New Perspectives, edited by Elizabeth Long. New York: Wiley-Blackwell Blz. 263-285
- Lamont, Michèle. 2000. The Dignity of Working Men: Morality and the Boundaries of Race, Class, and Immigration.  Russell Sage Foundation.
- Lamont, Michèle. 2009. How Professors Think: Inside the Curious World of Academic Judgment. Harvard University Press.
- Lamont, Michèle, en Peter A Hall. 2009. Successful Societies: How Institutions and Culture Affect Health.  Cambridge University Press
- Lamont, Michèle, and Graziella Moraes Da Silva. 2009. Complementary Rather than Contradictory: Diversity and Excellence in Peer Review and Admissions in American Higher Education. 21st Century Society: Journal of the Academy of Social Science 4 (1). Blz 1-15
- Lamont, Michèle. 2010. What Makes a Society Successful?. Perspective on Europe 40 (1):13-14
- Lamont, Michèle, Charles Camic, en Neil Gross. 2011. Social Knowledge in the Making. University of Chicago Press
- Lamont, Michèle, en  Nissim Mizrachi. 2012. Responses to Stigmatization in Comparative Perspective. Routledge.
- Hall, Peter A, en Michèle Lamont. 2013. Social Resilience In the Neoliberal Era. Cambridge University Press.
- Lamont, Michèle, Sabrina Pendergrass, and Mark C. Pachucki. 2015. Symbolic Boundaries International Encyclopedia of Social and Behavioral Sciences, edited by James Wright. Blz. 850-855
- Lamont, Michèle, et al. 2016. Getting Respect: Responding to Stigma and Discrimination in the United States, Brazil and Israel.  Princeton University Press.
- Lamont, Michèle. 2016. Getting Respect: Responding to Stigma and Discrimination. The Sociologist, Blz. 3-5.

## Externe bronnen
- Persoonlijke website Michèle Lamont
- Webpagina Harvard-universiteit over Michèle Lamont (met veel links naar online beschikbare publicaties)